# Pogoń Gosławicka
Pogoń Gosławicka (do 2012 Pogoń) – wieś w Polsce położona w województwie wielkopolskim, w powiecie konińskim, w gminie Ślesin. 
| SIMC    | Nazwa             | Rodzaj    |
| ------- | ----------------- | --------- |
| 0296740 | Pogoń-Leśniczówka | część wsi |

W latach 1975–1998 miejscowość administracyjnie należała do województwa konińskiego.
W 2012 r. zmieniono urzędowo nazwę miejscowości z Pogoń na Pogoń Gosławicka.